# Hondo Valle
Hondo Valle é uma pequena cidade da República Dominicana pertencente à província de Elías Piña.
Sua população estimada em 2012 era de 5 989 habitantes.